# Embodiment of Scarlet Devil
Touhou Koumakyou ~ the Embodiment of Scarlet Devil (東方紅魔郷 ～ the Embodiment of Scarlet Devil., ?, l'incarnazione del Diavolo Scarlatto, lett. Le terre orientali del Diavolo Scarlatto,  abbreviato comunemente in EoSD) è il sesto capitolo ufficiale della serie di videogiochi Touhou Project, pubblicato nel 2002. È il quinto ad appartenere al genere dei danmaku shooter (ufficialmente curtain fire shooting game, "sparatutto a tappeto") e il primo sviluppato esclusivamente dall'unico membro del Team Shanghai Alice per il sistema operativo Windows.

## Trama
La storia di questo capitolo di Touhou parte dalla copertura di Gensokyo (il mondo immaginario dove si svolgono i diversi capitoli) con una nebbia rossa, chiamata Scarlet Mist, per mano di ignoti. La nebbia filtra i raggi del sole, così su Gensokyo cala una notte perenne. Le due eroine (personaggi giocabili e selezionabili nella schermata di gioco) Reimu Hakurei e Marisa Kirisame, si insospettiscono e cominciano a indagare sulla provenienza della nebbia misteriosa.
Dopo aver sconfitto diversi yōkai sospettati di aver commesso questo incidente, la protagonista incontra il primo personaggio veramente legato a esso, Hong Meiling, guardiana del cancello di una grande villa ai piedi di un lago da cui sembra provenire la nebbia. Entrata nella villa, Reimu (o Marisa) deve affrontare Patchouli Knowledge, una strega che presidia la biblioteca e che rivela che la nebbia è creata dalla padrona della villa. A bloccare la strada della protagonista arriva poi il capo delle cameriere, Sakuya Izayoi, una donna che ha il potere di controllare il tempo e che sembra estremamente protettiva nei confronti del suo capo. Dopo l'ennesima vittoria, l'eroina sale sulla torre più alta della villa per scontrarsi con Remilia Scarlet, padrona della villa, che, nonostante l'aspetto infantile, è un vampiro di oltre 500 anni. Remilia rivela di aver creato la nebbia per poter uscire anche di giorno ed evitare di essere uccisa dai raggi del sole. Dopo essere stata sconfitta, decide di proteggersi utilizzando un parasole.
Il livello Extra, sbloccabile finendo il gioco in qualsiasi difficoltà senza usare continue, è ambientato qualche giorno dopo l'incidente, e ha come boss Flandre Scarlet, sorella di Remilia, che tenta la fuga dal seminterrato in cui era rinchiusa.

## Modalità di gioco
La modalità di gioco è come quella dei danmaku shooter precedenti: si schiva una grande quantità di proiettili; sparando agli avversari si aumenta il punteggio e si ottengono icone rosse, blu o verdi, che corrispondono rispettivamente a Power-up, item (che diventano punti aggiuntivi) o bombe. È possibile aumentare i punti anche passando molto vicino ai proiettili con il PG, con l'effetto di accrescere il numero di Graze (schivate).
Raggiunta una soglia di punteggio, che cresce esponenzialmente, oppure tramite delle icone color fucsia con la dicitura 1up, si può ottenere una extra life.
Rispetto ai precedenti è stata introdotta la raccolta automatica degli oggetti: spostando il PG in verticale oltre i tre quarti dell'area giocabile, si raccolgono tutte le icone visibili, ma solo dopo aver raggiunto la Full Power Mode, ovvero dopo aver raccolto 128 Power-up. Questa feature è stata ripresa in tutti i danmaku shooter successivi della serie.
Si devono superare 6 stage in successione, con un boss al termine di ognuno, più un Extra Stage sbloccabile dopo aver terminato il gioco almeno con difficoltà Normal in 1cc (one continue clear), ovvero senza continuare il gioco nel caso si finiscano le vite.
Le difficoltà selezionabili per gli stage principali sono 4: Easy, Normal, Hard e Lunatic, in ordine crescente. In modalità "easy" saranno giocabili solo i primi cinque livelli, e si otterrà il "game over" prima di poter affrontare il boss finale.
In Embodiment of Scarlet Devil sono presenti due personaggi giocabili, Reimu Hakurei e Marisa Kirisame, protagoniste indiscusse della serie, ciascuna con due diverse combinazioni di attacco (denominate Spell Card) a disposizione. La prima ha uno spostamento più lento, ma con un range di attacco più ampio, la seconda ha movimenti più rapidi e un range di attacco più ristretto e "potente". Con entrambi i personaggi è possibile, tramite il focus, rallentare lo spostamento e "concentrare" l'attacco in un'area più ristretta.
Anche i Boss hanno a disposizione diverse Spellcard, intesi come percorsi ripetitivi di proiettili da evitare che vengono ripetuti finché la loro barra di vita non viene esaurita o allo scadere di un certo lasso di tempo.
Sono presenti differenti finali: due positivi in base al tipo di "sparo" scelto e uno negativo per ciascun personaggio. Si otterrà sempre il finale negativo in modalità easy oppure se si usano i "Continua" (ovvero azzerando il proprio punteggio e ripartendo con 3 vite).

## Personaggi
Reimu Hakurei: Sacerdotessa del tempio Hakurei in Gensokyo. Il suo compito è quello di proteggere gli uomini dagli yokai. Parte alla ricerca del creatore della nebbia perché essa si rivela essere tossica per gli uomini. Utilizza come armi amuleti e aghi santificati.
Marisa Kirisame: Una "semplice" maga umana che vive nel bosco e cara amica di Reimu. Non sono rivelate le ragioni per cui parta alla ricerca del creatore della nebbia. Ha un carattere determinato e aggressivo, tanto che spesso si prende gioco dei propri nemici o li attacca per prima senza alcun motivo in particolare. Utilizza come armi i propri incantesimi, spesso copiati da boss di giochi precedenti.
Rumia: Yokai dell'oscurità. Il suo aspetto è infantile, ma si nutre di carne umana. Viene attaccata da Reimu/Marisa perché sospettata di aver creato la nebbia, ma non è veramente coinvolta.
Daiyousei: midboss del secondo livello, è una fata anonima (il nome è dato dai fan e letteralmente vuol dire "Grande Fata"). Non si conosce nulla di lei.
Cirno: boss del secondo livello, è una fata del ghiaccio considerevolmente più potente dei suoi simili. Sottovaluta la protagonista e attacca per prima per dimostrare la propria maggiore forza, ma non ha una vera connessione con l'incidente.
Hong Meiling: boss del terzo livello, è la guardiana del cancello della Scarlet Devil Mansion, la villa da dove esce la nebbia. Il suo nome è cinese e significa "scarlatto", mentre il cognome è un comune cognome cinese. È il primo boss connesso con l'incidente. Conduce la protagonista alla villa tentando di fuggire da lei.
Koakuma: midboss del quarto livello, è un demone senza nome (il nome è dato dai fan e letteralmente vuol dire "Piccolo Demone"). Normalmente i demoni sono potenti quanto i vampiri, ma Koakuma è solo un diavolo minore servo di Patchouli. Il creatore della serie, ZUN, la definisce "maliziosa".
Patchouli Knowledge: boss del quarto livello e midboss del livello extra, è una strega, nello specifico la strega della settimana (connessa con gli elementi poiché i giorni sono nominati in base ai pianeti del sistema solare, che nell'alchimia sono riferiti a diversi elementi). Al contrario di Marisa, è una strega "di nascita", e non un essere umano. Blocca la strada alla protagonista per impedirle di raggiungere Remilia. Soffre di asma e ammette che spesso non riesce a pronunciare i propri incantesimi a causa della tosse.
Sakuya Izayoi: boss del quinto livello e midboss del sesto, è una cameriera dotata di poteri che hanno effetto sul tempo. Utilizza come arma una grande quantità di coltelli d'argento che posiziona di fronte al nemico mentre il tempo è fermo. Molte sue mosse sono citazioni da Jack lo squartatore e a Le bizzarre avventure di Jojo. È estremamente fedele a Remilia e tenta di proteggerla fino all'ultimo nonostante sappia di essere più debole di lei.
Remilia Scarlet: boss finale, è un vampiro di cinquecento anni che, tuttavia, ha l'aspetto di una bambina. È la padrona della villa e colei che ha generato la nebbia. Ha il potere di controllare il sangue per creare proiettili ed il destino (sebbene in misura poco chiara). Nonostante finga un carattere maturo, in realtà è infantile e ha generato la nebbia solo per poter uscire all'aperto durante le giornate di sole. Diviene amica di Reimu e Marisa dopo essere stata sconfitta.
Flandre Scarlet: boss del livello Extra, è la sorella minore di Remilia. Il suo potere è quello di distruggere ogni cosa semplicemente volendolo, e per questo è stata rinchiusa nel sotterraneo della villa per quasi tutta la sua vita. È incapace di nutrirsi autonomamente: a causa della sua capacità, arriva a disintegrare completamente un uomo prima di poterne bere il sangue. Le è stato sempre dato da mangiare sangue in forme "innocue" (disciolto nel tè o nei pasticcini), e per quanto sappia che gli diano da mangiare esseri umani, non ha la minima idea di come questi siano fatti.
Apparentemente è vulnerabile anche alla pioggia, oltre che al sole, e sembra condividere questa caratteristica con sua sorella.
Le sue ali, invece di essere da pipistrello come quelle di Remilia, hanno la forma di due lunghi rami neri a cui sono appesi 8 cristalli ottaedrici di colori diversi per parte. Non le mantiene in forma di pipistrello e, come afferma ZUN, non le servono per volare.